# Stetten (Schaffhouse)
Pour les articles homonymes, voir Stetten.
Stetten est une commune suisse du canton de Schaffhouse.

## Géographie

Vue aérienne (1960).

Selon l'Office fédéral de la statistique, Stetten mesure 4,69 km2.

## Monuments
La commune compte, sur son territoire, le château d'Herblingen qui est classé comme bien culturel d'importance nationale.

## Démographie
Selon l'Office fédéral de la statistique, Stetten possède 1 001 habitants en 2008. Sa densité de population atteint 213 hab./km2.
Le graphique suivant résume l'évolution de la population de Stetten entre 1850 et 2008 :